# Acacías
Pour les articles homonymes, voir Acacía.
Acacías est une municipalité (municipio) colombienne du département de Meta.
Le chef lieu de la municipalité de Acacías porte le même nom et se trouve à l'altitude moyenne de 523 mètres.
Acacías est située dans les Llanos orientaux, au sud du chef lieu du département, Villavicencio.
Comme la plupart des municipalités de Colombie, Acacías possède son hymne, son blason et son drapeau.

## Histoire
À la fin de la Guerre des Mille Jours, au début de l'année 1900, de nombreuses émigrants en provenance de différentes régions du pays s'installent dans ce qui allait devenir le département de Meta.
Parmi ces émigrants s'en trouvaient deux, originaires de Cundinamarca, appartenant à des groupes politiques opposés :
- Doctor Pablo Emilio Riveros, médecin de profession et originaire de Une ;
- Don Juan de Dios Rozo Moreno, agriculteur originaire de Gutiérrez.

Quelques années plus tard, le 7 août 1920 exactement, ces deux personnages fondent l'établissement (Corregimiento) de Boyacá.
L'agglomération prit le nom d'Acacías quelques années plus tard, en référence à l'espèce végétale abondante dans la région.
Finalement, par décret national no 1353 du 20 avril 1947, Acacías est élevée au rang de municipalité, en gardant le même nom.

## Géographie

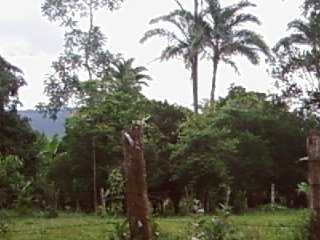
Végétation typique de la municipalité d'Acacías en 2008

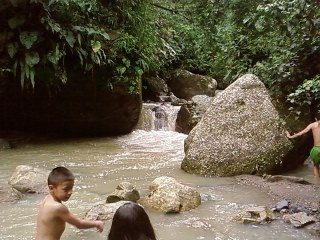
Rivière de la municipalité d'Acacías en 2008

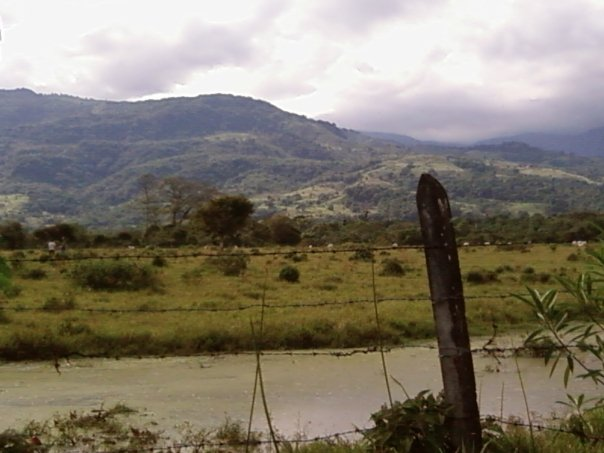
Paysage de la municipalité d'Acacías en 2008

### Limites
- Nord : Municipalité de Villavicencio.
- Ouest : Département de Cundinamarca.
- Sud : Municipalités de Guamal et Castilla la Nueva.
- Est : Municipalité de San Carlos de Guaroa.

### Hydrographie
La municipalité est traversée par les rivières (ríos) suivantes :
- Río Acacías ;
- Río Acaciítas ;
- Río Guayuriba ;
- Río Sardinata ;
- Río Orotoy.

La municipalité est également arrosée ou drainée par les canaux (caños) suivants :
- Playón ;
- Cola de Pato ;
- La Chiripa ;
- Chichimene ;
- La Danta ;
- La Argentina ;
- La Blanca ;
- La Unión ;
- Caño Hondo.

### Climat
La température moyenne est de 24 °C environ.

## Économie
Acacías a développé une économie locale fondée sur les secteurs agroalimentaire et commercial.

### Secteur financier
Les banques suivantes sont représentées :
- Bancafé ;
- Megabanco ;
- Cootradepmeta ;
- Colmena ;
- Banco de Bogotá ;
- Banco Popular ;
- Bancolombia.

## Tourisme et culture

### Festivités
- « Arpas de fe » , en avril.
- « Festival Estudiantil del Llano », en mai.
- « Encuentros de Colonias, Repentista y nacional de Harlistas », en juin.
- « Reinado municipal », en juillet.
- « Celebración aniversario del municipio y concurso Talento acacireño », en août.
- « Semana del Arte y la Cultura », en septembre.
- « Festival del Retorno », en octobre.